# Zacarías López Debesa
Zacarias López Debesa (Zaragoza, 22 de marzo de 1879 - Madrid,  22 de marzo de 1938) fue un compositor español.
Quedó ciego al poco de nacer y a los ocho años empezó su educación musical, teniendo por maestro a Enrique Malumbres. En 1891 dio un concierto de piano en Madrid ante la infanta Isabel, la cual le concedió una pensión para poder perfeccionar sus estudios. Gracias a ello recibió lecciones de piano de Pérez Irache, y de armonía y composición musical de manos de Llanos.  Posteriormente fue su maestro el compositor del Conservatorio madrileño Felipe Espino.
Ganó, como pianista, un concurso organizado en Madrid por la casa Ortiz & Cussó. Dotado de una memoria musical prodigiosa, poseyó un repertorio de más de 1.000 obras pertenecientes a los más varios géneros. Sus autores predilectos eran Richard Wagner, Ludwig van Beethoven y Johann Sebastian Bach, cuyas partituras sabía interpretar al piano con virtuosismo.
Compuso para piano;
- El cautivo, Sobre el Ebro, (1909), posteriormente instrumentada per banda (1924), Andalucia, Danzas Tibetianas, Aragón no rebla nunca, Jota, Acuarelas (1930), Ballesteros pasodoble torero para piano, dedicado a Florentino Ballesteros.

También compuso:
- Valses (1902) y una Marcha, conmemorativa del III Centenario de la Publicación del Quijote,

Lírica:
- Ángeles (1902), El zagalillo (1904; estrenada el 1917), La cruz de los Rosales (1918) fue su éxito más importante con acción situada, como en la obra anterior, en Aragón.

De cámara:
- Sexteto en sol mayor.

Religiosa:
- Misa a 4 voces; Tantum Ergo, Salvo,